# Élections législatives de 1993 dans l'Eure
Les élections législatives françaises de 1993 se déroulent les 21 et 28 mars 1993. Dans le département de l'Eure, trois  députés sont à élire dans le cadre de trois circonscriptions.

## Élus
| Circonscription | Député sortant                            | Parti | Parti    | Député élu ou réélu  | Parti | Parti     |
| --------------- | ----------------------------------------- | ----- | -------- | -------------------- | ----- | --------- |
| 1re             | Jean-Louis Debré                          |       | RPR      | Jean-Louis Debré     |       | RPR       |
| 2e              | Alfred Recours                            |       | PS       | Catherine Nicolas    |       | RPR       |
| 3e              | Ladislas Poniatowski                      |       | UDF (PR) | Ladislas Poniatowski |       | UDF (PR)  |
| 4e              | Alain Bureau suppléant de François Loncle |       | PS       | Bernard Leroy        |       | UDF (CDS) |
| 5e              | Freddy Deschaux-Beaume                    |       | PS       | Jean-Claude Asphe    |       | RPR       |

## Positionnement des partis
Les candidats d'alliance RPR-UDF et divers droite se présentent sous la bannière de l'Union pour la France et ceux du Parti socialiste derrière l'Alliance des Français pour le Progrès. Par ailleurs, Les Verts et Génération écologie s'unissent sous l'étiquette Entente des écologistes.

## Résultats

### Résultats à l'échelle du département
| Parti          | Parti                                       | Premier tour | Premier tour | Second tour | Second tour | Sièges |
| Parti          | Parti                                       | Voix         | %            | Voix        | %           | Sièges |
| -------------- | ------------------------------------------- | ------------ | ------------ | ----------- | ----------- | ------ |
|                | Rassemblement pour la République            | 53 618       | 22,67        | 74 389      | 39,16       | 3      |
|                | Union pour la démocratie française          | 49 358       | 20,87        | 55 812      | 29,38       | 2      |
|                | Centre national des indépendants et paysans | 483          | 0,20         |             |             | 0      |
|                | Union pour la France                        | 103 459      | 43,75        | 130 201     | 68,54       | 3      |
|                |                                             |              |              |             |             |        |
|                | Parti socialiste                            | 31 223       | 13,20        | 19 676      | 10,36       | 0      |
|                | Divers gauche (Maj. prés.)                  | 8 493        | 3,59         | 15 685      | 8,26        | 0      |
|                | Mouvement des radicaux de gauche            | 5 448        | 2,30         |             |             | 0      |
|                | Alliance des Français pour le progrès       | 45 164       | 19,10        | 35 361      | 18,61       | 0      |
|                |                                             |              |              |             |             |        |
|                | Les Verts                                   | 10 081       | 4,26         |             |             | 0      |
|                | Génération écologie                         | 6 217        | 2,63         | 0           |             |        |
|                | Entente des écologistes                     | 16 298       | 6,89         |             |             | 0      |
|                |                                             |              |              |             |             |        |
|                | Front national                              | 36 228       | 15,32        | 24 411      | 12,85       | 0      |
|                | Parti communiste français                   | 22 595       | 9,55         |             |             | 0      |
|                | Le Trèfle - Les nouveaux écologistes        | 9 959        | 4,21         | 0           |             |        |
|                | Divers                                      | 1 319        | 0,56         | 0           |             |        |
|                | Lutte ouvrière                              | 1 033        | 0,44         | 0           |             |        |
|                | Extrême droite                              | 426          | 0,18         | 0           |             |        |
|                |                                             |              |              |             |             |        |
| Inscrits       | Inscrits                                    | 348 399      | 100,00       | 348 399     | 100,00      | 5      |
| Abstentions    | Abstentions                                 | 99 997       | 28,7         | 121 524     | 34,88       |        |
| Votants        | Votants                                     | 248 402      | 71,3         | 226 875     | 65,12       |        |
| Blancs et nuls | Blancs et nuls                              | 11 921       | 4,8          | 36 902      | 16,27       |        |
| Exprimés       | Exprimés                                    | 236 481      | 95,2         | 189 973     | 83,73       |        |

### Résultats par circonscription

#### Première circonscription (Évreux-Sud)
| Candidat       | Candidat                       | Parti          | Premier tour | Premier tour | Second tour | Second tour |  |
| Candidat       | Candidat                       | Parti          | Voix         | %            | Voix        | %           |  |
| -------------- | ------------------------------ | -------------- | ------------ | ------------ | ----------- | ----------- |  |
|                | Jean-Louis Debré sortant réélu | RPR (UPF)      | 22 806       | 46,5         | 28 190      | 70,92       |  |
|                | Jean-Pierre Lussan             | FN             | 8 495        | 17,32        | 11 557      | 29,08       |  |
|                | Daniel Guérin                  | MRG (ADFP)     | 5 448        | 11,11        |             |             |  |
|                | Andrée Oger                    | PCF            | 5 418        | 11,05        |             |             |  |
|                | Sylvain Bigaud                 | GÉ (EÉ)        | 3 708        | 7,56         |             |             |  |
|                | Dominique Jalady-Pezet         | LT-LNÉ         | 2 219        | 4,52         |             |             |  |
|                | Liliane Ferquin                | Divers         | 522          | 1,06         |             |             |  |
|                | Gilbert Huillery               | AP             | 426          | 0,87         |             |             |  |
|                |                                |                |              |              |             |             |  |
| Inscrits       | Inscrits                       | Inscrits       | 72 054       | 100,00       | 72 046      | 100,00      |  |
| Abstentions    | Abstentions                    | Abstentions    | 20 787       | 28,85        | 24 603      | 34,15       |  |
| Votants        | Votants                        | Votants        | 51 267       | 71,15        | 47 443      | 65,85       |  |
| Blancs et nuls | Blancs et nuls                 | Blancs et nuls | 2 225        | 4,34         | 7 696       | 16,22       |  |
| Exprimés       | Exprimés                       | Exprimés       | 49 042       | 95,66        | 39 747      | 83,78       |  |

#### Deuxième circonscription (Évreux-Nord)
| Candidat       | Candidat               | Parti                      | Premier tour | Premier tour | Second tour | Second tour |  |
| Candidat       | Candidat               | Parti                      | Voix         | %            | Voix        | %           |  |
| -------------- | ---------------------- | -------------------------- | ------------ | ------------ | ----------- | ----------- |  |
|                | Catherine Nicolas élue | RPR                        | 10 253       | 23,68        | 20 036      | 100,00      |  |
|                | Bernard Blois          | UDF (PR)                   | 8 402        | 19,4         | Retrait     | Retrait     |  |
|                | Alain Bureau           | PS (ADFP)                  | 7 366        | 17,01        |             |             |  |
|                | Yves Dupont            | FN                         | 6 460        | 14,92        |             |             |  |
|                | Michel Leblanc         | PCF                        | 3 779        | 8,73         |             |             |  |
|                | Pascal Dionis          | Les Verts (EÉ)             | 3 223        | 7,44         |             |             |  |
|                | Antoine Léonetti       | LT-LNÉ                     | 1 991        | 4,6          |             |             |  |
|                | Anne Mansouret         | Divers gauche (Maj. prés.) | 1 825        | 4,21         |             |             |  |
|                |                        |                            |              |              |             |             |  |
| Inscrits       | Inscrits               | Inscrits                   | 64 511       | 100,00       | 64 515      | 100,00      |  |
| Abstentions    | Abstentions            | Abstentions                | 18 903       | 29,3         | 31 617      | 49,01       |  |
| Votants        | Votants                | Votants                    | 45 608       | 70,7         | 32 898      | 50,99       |  |
| Blancs et nuls | Blancs et nuls         | Blancs et nuls             | 2 309        | 5,06         | 12 862      | 39,1        |  |
| Exprimés       | Exprimés               | Exprimés                   | 43 299       | 94,94        | 20 036      | 60,9        |  |

#### Troisième circonscription (Bernay - Pont-Audemer)
| Candidat       | Candidat                           | Parti                      | Premier tour | Premier tour | Second tour | Second tour |  |
| Candidat       | Candidat                           | Parti                      | Voix         | %            | Voix        | %           |  |
| -------------- | ---------------------------------- | -------------------------- | ------------ | ------------ | ----------- | ----------- |  |
|                | Ladislas Poniatowski sortant réélu | UDF (PR)                   | 23 235       | 49,38        | 28 970      | 64,88       |  |
|                | Francis Courel                     | Divers gauche (Maj. prés.) | 6 251        | 13,29        | 15 685      | 35,12       |  |
|                | Jean-Louis Destans                 | PS (ADFP)                  | 5 579        | 11,86        |             |             |  |
|                | Marc Froidefont                    | FN                         | 4 975        | 10,57        |             |             |  |
|                | Michel Ressouche                   | GÉ (EÉ)                    | 2 509        | 5,33         |             |             |  |
|                | Fernand Ernult                     | PCF                        | 2 461        | 5,23         |             |             |  |
|                | Jeanine Marchioni                  | LT-LNÉ                     | 1 557        | 3,31         |             |             |  |
|                | Jean-René Guilcher                 | CNIP                       | 483          | 1,03         |             |             |  |
|                |                                    |                            |              |              |             |             |  |
| Inscrits       | Inscrits                           | Inscrits                   | 68 901       | 100,00       | 68 996      | 100,00      |  |
| Abstentions    | Abstentions                        | Abstentions                | 19 417       | 28,18        | 21 158      | 30,67       |  |
| Votants        | Votants                            | Votants                    | 49 484       | 71,82        | 47 838      | 69,33       |  |
| Blancs et nuls | Blancs et nuls                     | Blancs et nuls             | 2 434        | 4,92         | 3 183       | 6,65        |  |
| Exprimés       | Exprimés                           | Exprimés                   | 47 050       | 95,08        | 44 655      | 93,35       |  |

#### Quatrième circonscription (Louviers)
| Candidat       | Candidat                | Parti          | Premier tour | Premier tour | Second tour | Second tour |  |
| Candidat       | Candidat                | Parti          | Voix         | %            | Voix        | %           |  |
| -------------- | ----------------------- | -------------- | ------------ | ------------ | ----------- | ----------- |  |
|                | Bernard Leroy élu       | UDF (CDS)      | 17 721       | 31,63        | 26 842      | 57,70       |  |
|                | François Loncle sortant | PS (ADFP)      | 10 640       | 22,87        | 19 676      | 42,30       |  |
|                | Paul Chauvelin          | FN             | 7 401        | 15,91        |             |             |  |
|                | Gaëtan Levitre          | PCF            | 3 480        | 7,48         |             |             |  |
|                | Bernard Disson          | Les Verts      | 3 172        | 6,82         |             |             |  |
|                | Pascal Carlus           | LT-LNÉ         | 1 858        | 3,99         |             |             |  |
|                | Christine Gauchet       | LO             | 1 033        | 2,22         |             |             |  |
|                | Alain Marois            | Divers         | 653          | 1,40         |             |             |  |
|                | Jacques Mugner          | Divers gauche  | 417          | 0,90         |             |             |  |
|                | Mireille Rault          | MDD            | 144          | 0,31         |             |             |  |
|                |                         |                |              |              |             |             |  |
| Inscrits       | Inscrits                | Inscrits       | 69 334       | 100,00       | 69 258      | 100,00      |  |
| Abstentions    | Abstentions             | Abstentions    | 20 316       | 29,3         | 19 134      | 27,63       |  |
| Votants        | Votants                 | Votants        | 49 018       | 70,7         | 50 124      | 72,37       |  |
| Blancs et nuls | Blancs et nuls          | Blancs et nuls | 2 499        | 5,1          | 3 606       | 7,19        |  |
| Exprimés       | Exprimés                | Exprimés       | 46 519       | 94,9         | 46 518      | 92,81       |  |

#### Cinquième circonscription (Les Andelys - Vernon)
| Candidat       | Candidat              | Parti          | Premier tour | Premier tour | Second tour | Second tour |  |
| Candidat       | Candidat              | Parti          | Voix         | %            | Voix        | %           |  |
| -------------- | --------------------- | -------------- | ------------ | ------------ | ----------- | ----------- |  |
|                | Jean-Claude Asphe élu | RPR            | 20 559       | 40,65        | 26 163      | 67,06       |  |
|                | Bernard Touchagues    | FN             | 8 897        | 17,59        | 12 854      | 32,94       |  |
|                | Pascal Lamy           | PS (ADFP)      | 7 638        | 15,1         |             |             |  |
|                | Marcel Larmanou       | PCF            | 7 457        | 14,75        |             |             |  |
|                | Olivier Bassine       | Les Verts (EÉ) | 3 686        | 7,29         |             |             |  |
|                | Monique Dumont        | LT-LNÉ         | 2 334        | 4,62         |             |             |  |
|                |                       |                |              |              |             |             |  |
| Inscrits       | Inscrits              | Inscrits       | 73 599       | 100,00       | 73 584      | 100,00      |  |
| Abstentions    | Abstentions           | Abstentions    | 20 574       | 27,95        | 25 012      | 33,99       |  |
| Votants        | Votants               | Votants        | 53 025       | 72,05        | 48 572      | 66,01       |  |
| Blancs et nuls | Blancs et nuls        | Blancs et nuls | 2 454        | 4,63         | 9 555       | 19,67       |  |
| Exprimés       | Exprimés              | Exprimés       | 50 571       | 95,37        | 39 017      | 80,33       |  |